# Kleine boomgierzwaluw
De kleine boomgierzwaluw (Hemiprocne comata) is een boomgierzwaluw uit de familie van de gierzwaluwachtigen. Het is een algemeen voorkomende broedvogel in de Indische Archipel.

## Beschrijving
De kleine boomgierzwaluw is de kleinste van de vier soorten boomgierzwaluwen met een lengte van 15 cm. Van boven is bruin tot bronskleurig met een metaalglans. Het meest opvallend zijn de witte wenkbrauwstreep en de witte baarstreep die uitlopen in losse sierveertjes.

## Verspreiding en leefgebied
De kleine boomgierzwaluw komt voor in het zuiden van Myanmar en Thailand, verder het schiereiland Malakka, Sumatra, Borneo en de Filipijnen. Het is (nog) een algemene vogel van randen en open stukken in regenwouden.
De soort telt 2 ondersoorten:
- H. c. comata: zuidelijk Myanmar, zuidelijk Thailand, Maleisië, Borneo, Sumatra en de nabijgelegen eilanden.
- H. c. major: de Filipijnen en de Sulu-eilanden.

## Status
De kleine boomgierzwaluw heeft een groot verspreidingsgebied en daardoor alleen al is de kans op uitsterven uiterst gering. De grootte van de populatie is niet gekwantificeerd, er is echter aanleiding te veronderstellen dat de soort in aantal achteruit gaat. Het tempo van deze achteruitgang ligt waarschijnlijk onder de 30% in tien jaar (minder dan 3,5% per jaar). Om die redenen staat deze boomgierzwaluw als niet bedreigd op de Rode Lijst van de IUCN.